# 245 v. Chr.
Portal Geschichte | Portal Biografien | Aktuelle Ereignisse | Jahreskalender | Tagesartikel

◄ |
4. Jahrhundert v. Chr. |
3. Jahrhundert v. Chr. |
2. Jahrhundert v. Chr. |
►

◄ | 260er v. Chr. | 250er v. Chr. | 240er v. Chr. | 230er v. Chr. |
220er v. Chr. |
►

◄◄ | ◄ | 248 v. Chr. | 247 v. Chr. | 246 v. Chr. | 245 v. Chr. |
244 v. Chr. |
243 v. Chr. |
242 v. Chr. |
► |
►►
Staatsoberhäupter

## Ereignisse

### Politik und Weltgeschehen

#### Antikes Griechenland
- Aratos von Sikyon wird Stratege des Achaiischen Bundes. Der Bund führt daraufhin einen Feldzug gegen Lokris.
- Die Böotier unter ihrem Feldherrn Aboiokritos unterliegen bei Chaironeia dem Aitolischen Bund; Aboiokritus kommt dabei ums Leben.
- Alexandros von Korinth wird vergiftet; Antigonos II. Gonatas gewinnt Korinth zurück, indem er Alexanders Witwe Nikäa mit seinem Thronfolger Demetrios verheiratet. Er stationiert dort eine Garnison unter Persaios.

#### Ägypten/Seleukidenreich
- Ptolemaios III., König von Ägypten, kehrt von seinem Syrienfeldzug im Dritten Syrischen Krieg nach Ägypten zurück, um dort soziale Unruhen niederzuwerfen.
- Seleukos II., Herrscher des Seleukidenreichs, gewinnt Mesopotamien von den Ägyptern zurück.

#### Westliches Mittelmeer
- Gründung einer latinischen Kolonie in Fregenae bei Ostia

### Wissenschaft und Technik
- Eratosthenes folgt Apollonios von Rhodos im Amt des Leiters der Bibliothek von Alexandria.

## Geboren
- Ptolemaios IV., ägyptischer Pharao († 204 v. Chr.)
- 246/245 v. Chr.: Arsinoë III., ägyptische Königin († 204 v. Chr.)

## Gestorben
- Aratos von Soloi, griechischer Autor (* um 310 v. Chr.)
- Aribazos, Statthalter der Seleukiden
- Alexandros von Korinth, makedonischer Statthalter in Griechenland